# Westafrikanischer Frauenfisch
Der Westafrikanische Frauenfisch (Elops lacerta) ist ein großer, fast einen Meter lang werdender Knochenfisch aus der Familie der Frauenfische (Elopidae), der an der westafrikanischen Küste von Mauretanien bis Angola und Namibia vorkommt. Er geht auch ins Brackwasser und in Süßgewässer und ist z. B. auch im Cross River und in der Mündung des Kouilou zu finden.

## Merkmale
Der Westafrikanische Frauenfisch hat einen sehr langgestreckten Körper und wird maximal 90 cm lang, bleibt aber für gewöhnlich bei einer Länge von 60 cm. Seine Körperseiten sind silbrig, der Rücken und der Kopf sind bläulich-grün. Die Flossen sind hellgelb, die äußeren Bereiche von Rücken- und Schwanzflosse schwarz.
Die Art kann leicht mit dem Senegalesischen Frauenfisch (Elops senegalensis) verwechselt werden. Sie unterscheidet sich von Elops senegalensis durch die geringere Zahl von Seitenlinienschuppen (72 bis 83 gegenüber 92 bis 100) und die größere Zahl an Kiemenrechen auf dem unteren Ast des ersten Kiemenbogens (17 bis 19 gegenüber 11 bis 15 + 1 bis 2).
Die Leptocephaluslarven des Westafrikanischen Frauenfischs haben eine schwarze Bauchkante.

## Lebensweise
Der Westafrikanische Frauenfisch kommt in flachen Küstengewässern mit schlammigen oder sandigen Böden vor. Er ernährt sich von kleineren Fischen, vor allem von Heringen, und von Garnelen, anderen kleinen Krebstieren und Mollusken. Die ausgewachsenen Fische laichen im Meer, die geschlüpften Leptocephaluslarven wandern dann zur Küste und suchen geschützte Regionen wie Lagunen auf (z. B. die Lagune von Lagos und die Lekkilagune). Zweijährige oder ältere Fische können sodann die Flüsse hinaufwandern und einige Zeit im Süßwasser verbringen.